# Livique
Unter der Marke Livique (Eigenschreibweise: LIVIQUE, ehemals Toptip) betreibt die Coop Genossenschaft eine Kette von Einrichtungshäusern in der Schweiz. Zusammen mit den Beleuchtungsmärkten Lumimart (ebenfalls eine Coop-Marke) werden insgesamt 46 Filialen sowie zwei Onlineshops betrieben. Toptip erwirtschaftete 2012 mit 695 Mitarbeitern, davon 37 Auszubildende, einen Umsatz von 233 Millionen Schweizer Franken.

## Geschichte
Das Unternehmen wurde 1954 als «Müller Bettwarenfabrik» in Muhen gegründet. 1964 wurde der Name in «Rudolf Müller AG» geändert und 1978 wurde die Firma wegen fehlender Nachkommen an die Möbel Pfister AG verkauft. Im Jahr 1985 wurden die ersten Niederlassungen unter dem Markennamen «Toptip» eröffnet. Möbel Pfister verkaufte 1994 die Rudolf Müller AG, samt zugehöriger Immobilien und der Marke Toptip an die Coop Genossenschaft. Mitte 2002 erfolgte die Umbenennung der Rechtsperson in Top Tip AG.
Das 1992 gegründete Beleuchtungsfachgeschäft «Lumimart» wurde im September 2002 von der damaligen Gonset Holding an die Top Tip AG verkauft. Das Unternehmen mit 15 Standorten wurde daraufhin sowohl operativ in die Top Tip AG integriert, wie auch physisch in sechs TopTip-Filialen mit Shop-in-shop-Sortiment.
Mitte 2004 wurde das operative Geschäft von TopTip, von der juristischen Person getrennt, die als TT Immobilien AG nur noch die Immobilienverwaltung für das Unternehmen wahrnahm. Ende April 2010 endete die rechtliche Selbständigkeit mittels Absorptionsfusion mit der Eigentümerin und Dachgesellschaft in Form der Coop Genossenschaft, auf welche Aktiven und Passiven übertragen wurden. Wie andere zugekaufte Coop-Marken bildete TopTip ab diesem Punkt eine rechtlich unselbständige Division von Coop, mit weiterhin eigenständigem Marktauftritt. Im September 2018 wurde «TopTip» in «Livique» umbenannt; «Lumimart» tritt trotz dieser Änderung weiterhin als eigenständige Marke auf, innerhalb von Livique-Filialen, wie auch mit eigenständigen Filialen.